# Філософія композиції

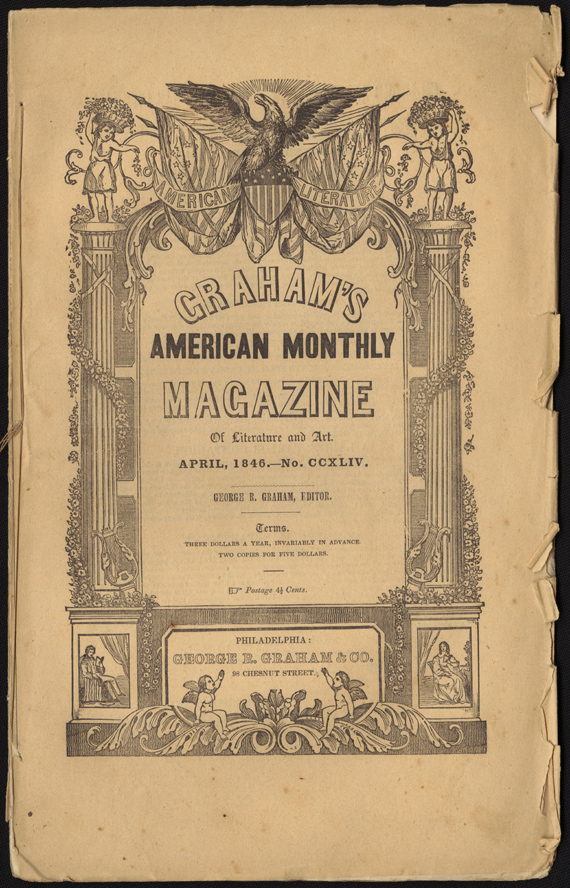
Перша публікація в Graham's American Monthly Magazine of Literature and Art, квітень, 1846, Філадельфія.

 «Філософія композиції» (англ. The Philosophy of Composition) — есе американського літератора Едгара Аллана По, написане в 1846 році, в якому він викладає свій принцип створення поетичного твору і формулює основні закони побудови вірша. Він також робить твердження, що «смерть … красивої жінки є безперечно самою поетичною темою в світі». Едгар використовує композицію своєї поеми «Ворон» як приклад.
Вперше опубліковано в журналі «Graham's Magazine» у квітні 1846.

## Філософія композиції Едгара По
Три центральні елементи філософії Едгара По в композиції:

### Довжина
Едгар вважає, що всі літературні твори повинні бути короткими. «Існує», пише він, «явне обмеження … для всіх робіт літературного мистецтва — межа в один присід». Він зазначив, що оповідання перевершує роман можливістю прочитати його за один присід.

### Метод
Едгар відхилив поняття художньої інтуїції і стверджував, що твори є методичними і аналітичними, а не спонтанними. Він пише, що жоден інший автор ще не визнав це, тому що більшість письменників «здригнуться при одній думці дозволити публіці зазирнути за лаштунки і побачити, як складно і грубо працює думка… побачити, як сам автор осягає свою мету тільки в останній момент…»

### «Єдність ефекту»
Едгар По стверджує, що художній твір має бути написано тільки після того, як автор вирішив, який емоційний відгук, він хоче створити («єдність ефекту»). Після того, як цей ефект був визначений, письменник повинен вирішити всі інші питання, що належать до складу роботи, в тому числі тон, тема, оточення, символи, конфлікт, і сюжет. Все зайве, що не працює на заздалегідь попередньо встановлений ефект, не має права бути в новелі. Він писав: «Не повинно бути жодного слова, яке, прямо або побічно, не було б спрямовано на здійснення первісного задуму».
Під сюжетом письменник розумів загальну формальну структуру твору, зчеплення вчинків, подій, характерів, предметів. У сюжеті, він вважав, не повинно бути нічого зайвого, і всі його елементи повинні бути взаємопов'язані. Кожен епізод, кожна подія, кожне слово в оповіданні повинні служити здійсненню задуму і досягненню єдиного ефекту.

## Історія публікації
Вперше «Філософію композиції» опубліковано (квітнь 1846) у філадельфійському журналі «Graham's Magazine» Джорджом Гремом.

## «Ворон»
Едгар По детально виклав процес написання «Ворона», підкресливши його методичність і суворий логічний підхід. При цьому головною метою, за словами автора, було створення твору, який припаде до душі як критикам, так і пересічним читачам. Однак, при описі творчого процесу По міг піддати його додатковій обробці (з метою усунути випадковості і невідповідності), щоб у підсумку отримати стрункий алгоритм роботи над твором, який найбільшою мірою відповідав би його естетичним поглядам. Сам По зазначав, що жоден елемент твору не є випадковим, підкреслюючи, що робота над «Вороном» «йшла до завершення з точністю і жорсткою послідовністю, з якою вирішують математичні завдання».
Незважаючи на те, що По міг трохи прикрасити процес написання вірша і гіперболізувати значення його системності, «Філософія творчості» залишається важливим джерелом, що описує його літературну теорію.
При виборі інтонації твору По керувався тим міркуванням, що найбільш «емоційно зарядженим» почуттям є смуток і меланхолія. Він також вважав, що сумна інтонація — «найбільш законна з усіх поетичних інтонацій». Подальший пошук найбільш емоційного поєднання прекрасного і сумного привів По до висновку, що смерть прекрасної жінки є найбільшим поетичним предметом, і найкраще про неї повідають вуста вбитого горем коханого — так народилася основна тема «Ворона».
Далі постало питання про вибір художніх ефектів. По зупинився на такому універсальному прийомі, як рефрен. Поет підсумував, що найкращим рефреном буде одне слово, щоб не зіткнутися з непереборними труднощами при частих змінах сенсу будь-якої довгої фрази. Для посилення ефекту рефрен мав бути звучним. По зупинив свій вибір на «довгої o як найбільш звучною голосною в поєднанні з r як найбільш часто вживаним приголосним». Так народилося слово «nevermore».
Сумніваючись в правдоподібності постійного повторення одного слова людиною, По прийшов до висновку, що вимовляти його повинна «нерозумна істота, здатна до членороздільної мови». Першим варіантом був, цілком логічно, папуга, але потім він був замінений вороном. Його також можна навчити мови, при цьому він набагато більш вдало відповідав би обраної раніше інтонації.
Далі Е. По логічним шляхом прийшов до висновку що композиційна структура «питання-відповідь» підходить його задуму. Так можна було б домогтися бажаного ефекту смисловій варіації рефрену. За словами По, він почав писати вірш з кульмінаційної строфи, оскільки шукав те саме питання, у відповідь на яке слово «nevermore» викликало би найбільше горе і відчай, які тільки можливо уявити.
Також тепер з'явилася можливість порядково вибудовувати ступінь емоційної напруженості, маючи на увазі що кульмінаційна строфа — є піковою і її ефект перебивати не можна. Крім того, що не менш важливо, цією строфою поет встановив всі основні параметри віршованого тексту: метр, ритм, довжину і загальне розташування рядків, визначивши віршовану форму.